# Aerob 4D
Aerob 4D – rosyjski wielozadaniowy dron opracowany przez firmę Aerob.

## Historia
Konstrukcja została opracowana przez firmę Aerob, korzystającej ze wsparcia Centrum Innowacji Skołkowo (ros. Инновационный центр «Сколково»). W jego budowie postawiono na niski koszt jednostkowy oraz przydatność do zastosowań cywilnych. Dla obniżenia kosztów produkcji zdecydowano się na zastosowanie silnika spalinowego napędzającego śmigło pchające. Przenoszone wyposażenie pozwala na użytkowanie maszyny do prowadzenia lotów obserwacyjnych i patrolowych, monitorowania wskazanego obszaru, fotografii lotniczej, fotogrametrii i in. 
Dron charakteryzuje się standardowymi rozwiązaniami konstrukcyjnymi dla tej klasy statków powietrznych. Długość 145 cm, rozpiętość ok. 360 cm i masa ok. 30 kg pozwala na jego łatwy transport i obsługę. Spalinowy silnik pozwala na uzyskiwanie prędkości maksymalnej rzędu 150 km/h i autonomię lotu wynoszącą 12 godzin.
Na potrzeby kontroli lotu producent opracował własny automatyczny system kontroli (wykorzystujący rozwiązania firmy ASUS), który ocenia warunki pogodowe i koryguje lot drona.
Dron został zaprezentowany publicznie na wystawie Integrated Safety & Security Exhibition (ISSE 2014) w Moskwie.